# Janinecaira darkthread
Janinecaira darkthread is een eenoogkreeftjessoort uit de familie van de Eudactylinidae. De wetenschappelijke naam van de soort is voor het eerst geldig gepubliceerd in 2007 door Benz, Smith, Bullard & Braswell.